# Hilchen
Hilchen (Chilchen, Jelita odmienne VIII) – polski herb szlachecki, odmiana herbu Jelita z nobilitacji.

## Opis herbu
Opis zgodnie z klasycznymi regułami blazonowania:
W polu czerwonym trzy kopie złote w gwiazdę, środkowa żeleźcem w dół, boczne na krzyż ukośnie do góry. 
W klejnocie pawi ogon rozpostarty, barwy naturalnej.

## Najwcześniejsze wzmianki
Nadany Dawidowi, syndykowi ryskiemu oraz jego braciom - Janowi i Tomaszowi Hilchenom, zaadoptowanym do herbu przez kanclerza Jana Zamoyskiego 2 stycznia 1591 roku.

## Herbowni
Hilchen.